# This Is the Night (film 2021)
This Is the Night è un film del 2021 diretto da James DeMonaco e interpretato da Frank Grillo, Lucius Hoyos, Jonah Hauer-King, Bobby Cannavale e Naomi Watts.

## Trama
Nel 1982 una famiglia deve affrontare le sue sfide più grandi e si rende conto che l'unico modo per vivere è come se non ci fosse un domani.

## Produzione
Il 15 maggio 2018 Blumhouse Productions e Man in a Tree Productions hanno annunciato che James DeMonaco avrebbe scritto e diretto un film drammatico intitolato Once Upon a Time in Staten Island, con Naomi Watts, Frank Grillo e Bobby Cannavale come protagonisti del film.
 
Il 4 agosto 2020 è stato comunicato che il titolo del film sarebbe stato This Is the Night.
La lavorazione del film è iniziata il 30 maggio 2018.

## Distribuzione
Il film è stato proiettato per una settimana nelle sale dell'Angelika Film Center dal 17 settembre 2021 ed è stato diffuso online il 21 settembre 2021 dalla Universal Pictures.

## Accoglienza
Sul sito aggregatore Rotten Tomatoes il 13% delle recensioni della critica sono positive, con una valutazione media di 3,3/10.